# Springer spaniel inglês
A springer spaniel inglês[Nota] (em inglês:  English Springer Spaniel) é uma raça de cães do tipo spaniel oriunda da Inglaterra. De origem não exatamente definida, foi em primeiro usado para caçar: Era este spaniel que descobria e levantava a presa, como faisões, perus e lebres. No fim do século XIX, ganhou mais massa em sua cabeça e uma ossatura mais forte após cruzamentos selecionados. O nome do Springer Spaniel Inglês vem do inglês spring (saltar), um termo que faz referência à especialidade desta raça, ou seja, saltar em cima da caça para levantá-la. Sua função é vasculhar os arbustos, retirar a presa do esconderijo, esperando que os caçadores atirem, e trazer o corpo aos seus donos. No século seguinte começou a conquistar popularidade e a passar a ser usado pela polícia na identificação de drogas. Dito inteligente e de faro aguçado, é ainda considerado vigoroso e amigável. Sua pelagem é farta e sua andadura é característica mesmo quando movimentam-se com lentidão.

## Temperamento
O típico Spaniel é amigável, ansioso para agradar, rápido para aprender e disposto a obedecer. Nas circunstâncias certas, eles podem ser um cão familiar e afetuoso. Sua atenção tornam-no um bom companheiro de caça. Um Springer escolherá muitas vezes uma pessoa na família para ser mais leal e ficar com essa pessoa, tanto quanto possível. O Springer Spaniel inglês ocupa o 13º lugar em "A inteligência dos cachorros", de Stanley Coren, considerado um excelente cão de trabalho. Tem uma resistência excepcional e precisa de quantidades moderadas de atividade, focar sua mente e proporcionar exercício, embora isso seja diferente para cada cachorro.
É uma raça sociável que beneficia a companhia de crianças e lida com a companhia de outros animais de estimação. A raça de caça pode não se dar bem com os Gatos, no entanto, se deixado sozinho por muito tempo, eles podem se tornar destrutivos e maliciosos através do tédio.Eles adoram a água e tendem a se molhar sempre que tiverem a chance, diferente de seus semelhantes os Cocker spaniel inglês que não tem boa relação com a Água.